# Dun Troddan
Dun Troddan is een broch uit de ijzertijd, die net ten zuiden van Glenelg in de Schotse regio Highland ligt. Dun Troddan en de 500 meter westelijker gelegen broch, Dun Telve, worden ook wel aangeduid als de Glenelg Brochs.

## Geschiedenis

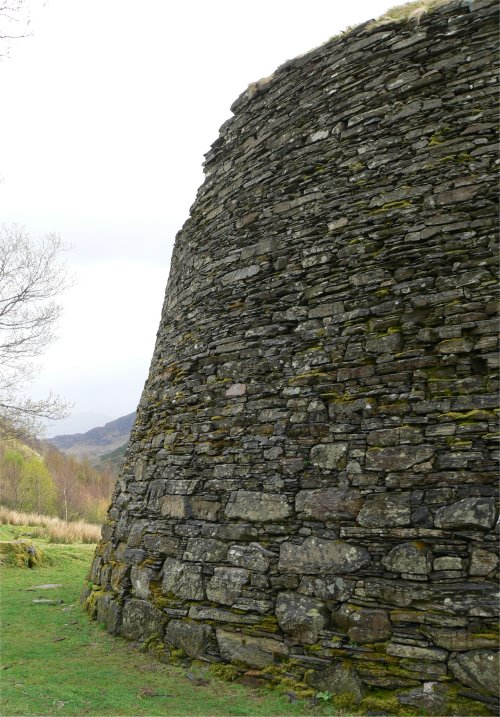
De noordelijke zijde, waarbij de muur voor een groot deel intact is.

De broch is vermoedelijk tussen 400 v. Chr en 100 n. Chr. gebouwd. In 1722 zijn veel stenen van Dun Troddan gebruikt bij de bouw van de Bernera Barracks in Glenelg. In de periode van 1914 tot 1922 hebben er opgravingen plaatsgevonden.

## Bouw

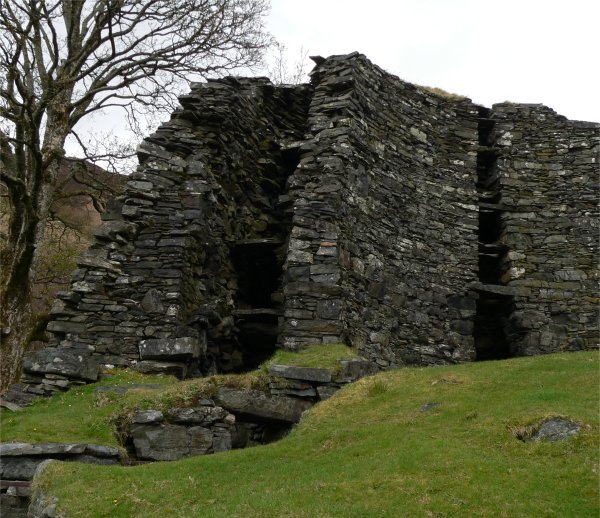
Detail van Dun Troddan. De constructie met de dubbele muren is duidelijk zichtbaar aan de linkerzijde.

De broch lijkt in bouw veel op Dun Telve en Mousa Broch. Er is sprake van een rond gebouw met een diameter van ongeveer vijftien meter, gebouwd met behulp van de dry stone masonry techniek. De muur loopt aan de binnenzijde verticaal omhoog, maar aan de buitenzijde loopt hij geleidelijk naar binnen toe, waardoor de muur dus hogerop dunner is.

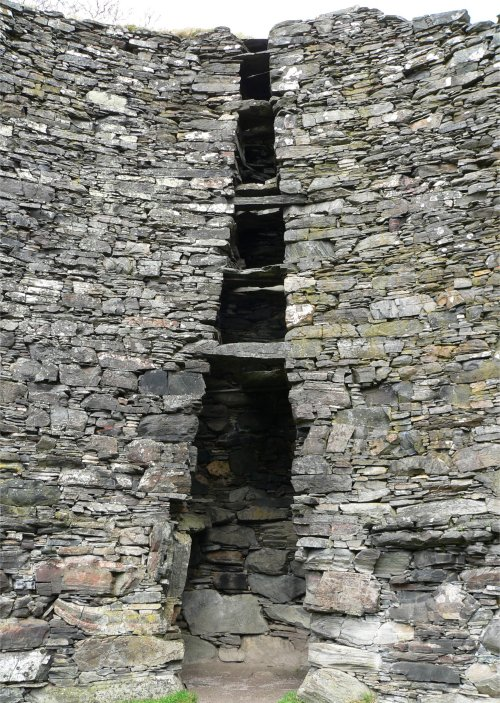
De binnenzijde van de broch met de ingang naar de noordelijke ruimte. Erboven zitten de wall voids.

De muur op het niveau van de begane grond is ongeveer vier meter dik. Het centrum van de broch is een open ruimte met een diameter van circa zeven meter. Op dit niveau bevindt zich aan de zuidwestzijde een smalle gang dwars door de breedte van de muur, die de enige toegang tot de broch vormde. Verder zijn er twee ruimtes in de muur uitgespaard, die dienst hebben gedaan als kamers. Deze ruimtes bevinden zich aan de noord- en westzijde van het gebouw. De noordelijke ruimte is door een deur te bereiken vanaf de centrale open ruimte. De andere ruimte is alleen door de gang te bereiken. Mogelijk heeft deze tweede ruimte dienstgedaan als een kamer voor bewakers.
De muur aan de noordzijde is nog 7,6 meter hoog, maar dit hoge stuk van de muur beslaat slechts circa één derde van de totale diameter. Verder rondom is de muur ingestort en zijn veel stenen in de loop van de geschiedenis voor andere gebouwen gebruikt. De muur is in dit verdere gedeelte ongeveer één tot twee meter hoog. Men weet niet wat de precieze hoogte is geweest van het gebouw.

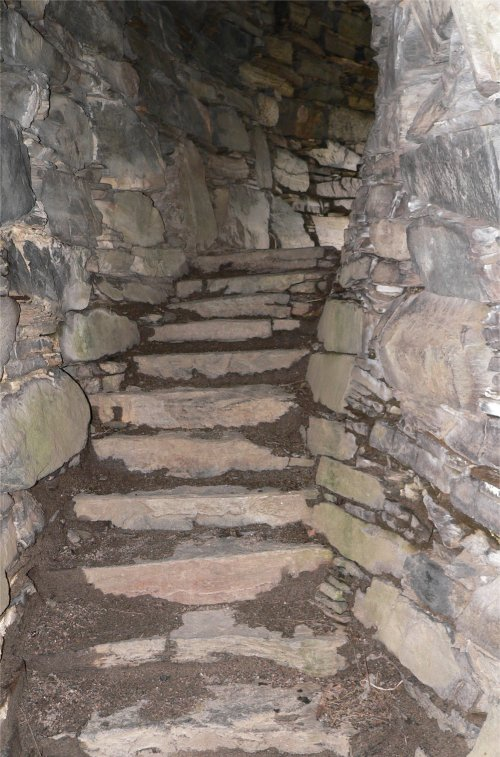
De trap tussen de binnenste en buitenste muur van de broch.

Op het niveau van de tweede etage en hoger bestaat de wand van het gebouw uit twee muren met daartussen een open ruimte. Een dwarsdoorsnede van de muur ziet er dus "U"-vormig uit, met op de begane grond een solide deel en hogerop twee dunnere wanden. Tussen de wanden bevindt zich nog een stenen trap die vanuit de noordelijke ruimte begint.
Karakteristiek voor de meeste brochs is een verticale reeks openingen in de binnenste muur, die naar boven toe geleidelijk kleiner worden (wall voids). In Dun Troddan bevindt zich deze reeks openingen boven de ingang naar de noordelijke ruimte. Men veronderstelt tegenwoordig dat warme lucht vanuit het centrum van de broch door deze openingen tussen de muren kon komen, waardoor er tussen de twee muren een isolatie ontstond met warme lucht.
Tijdens opgravingen zijn er aanwijzingen gevonden dat er een houten constructie in het inwendige van de broch heeft gestaan.

## Beheer
Dun Troddan en Dun Telve worden beheerd door Historic Environment Scotland.